# Stéphane Chapelier
Stéphane Chapelier, född den 30 augusti 1884 i Commentry, död 1966, var en fransk violinist,  kompositör, dirigent, arrangör och musikförläggare, även känd under pseudonymen Hans Ourdine samt som Stéphane Chapelier-Clergue (efter sitt giftermål med Marie Clergue, 1878-1968). Pseudonymen "Hans Ourdine" är en fransk ordlek som bygger på att namnet uttalas "en sourdine", vilket betyder "sordinerad".  
Chapelier studerade violinspel för Vincent d'Indy vid Conservatoire de Paris och verkade därefter som chef för ett antal teater- och varietéorkestrar. 
Chapelier har arrangerat kompositioner av bland annat Manuel de Falla, Darius Milhaud, Joseph Kosma och Erik Satie (däribland den sistnämndes komposition Ragtime Parade 1917), vars förläggare han också i det sistnämnda fallet var.
Chapelier var även under en period ordförande för organisationen SACEM (Société des auteurs, compositeurs et éditeurs de musique), vilken till hans och hans hustrus minne årligen delar ut "Prix Stéphane Chapelier-Clergue-Gabriel-Marie". Makarna Chapelier-Clergue var också framträdande konstsamlare.